# Pont Lamartine Rive-de-Gier
 (juillet 2017).
Si vous disposez d'ouvrages ou d'articles de référence ou si vous connaissez des sites web de qualité traitant du thème abordé ici, merci de compléter l'article en donnant les références utiles à sa vérifiabilité et en les liant à la section « Notes et références ».
Le Pont Lamartine (1826-1957) anciennement le Pont de la Ville fut le premier pont et le plus ancien des vingt ponts de la commune de Rive-de-Gier, dans le département de la Loire, en France. 
La première pierre du pont fut posée le 15 mars 1826 et il fut inauguré le premier avril 1828. Pont à trois arches et à balustrade de fer. Il disparaît en 1957 avec l'achèvement de la couverture du Gier au niveau du cours de Verdun. 
Il a été commandité par la Commune de Rive-de-Gier pour un coût de 34 106 francs dont 26 393 francs d'acquisition foncière. 

## Histoire

### Pont ancien
La date de construction du premier pont de Rive-de-Gier est inconnue mais d'après les traces anciennes, il apparaît qu'il a été construit à l'endroit le plus étroit de la rivière en s'appuyant sur des bases solides : les roches du Couloux sur la rive gauche et la barre rocheuse du vieux bourg sur la rive droite.
Des pièces romaines ont été trouvées dans ses piles lors de sa démolition mais ce n’est pas une preuve patente et la largeur du tablier (3 m) est loin d'atteindre les 5 mètres soit les 15 pieds romains réglementaires.  
Pour les Ripagériens de l'époque c'était «  le pont » ou « Pont Saint Cri », en référence à une croix placée sur la pile nord ; les gens se signaient lorsqu'ils passaient devant elle et l'invoquaient pour la guérison du bétail.
Au XIVe siècle, le premier hôpital de la ville se trouvait tout près ainsi que sa chapelle dédiée à Notre Dame de Pitié et à saint Jacques, sur la partie gauche de la rivière. (juxtaposition d'un pont et d'un hôpital qui se retrouve en d'autres lieux)
Ce pont essayera de rendre de bons et loyaux services tout au long des XVe et XVIe siècles mais en 1735, il doit subir d'importantes réparations car la 1re arche sur la rive droite s'écroule. En 1806, une lettre au ministre de l'Intérieur précise « que le passage des voitures y est interdit depuis plusieurs années ». Deux arrêtés de 1814 (13,11 et 17,12,) interdisent le passage « des voitures chargées et particulièrement des tombereaux pleins de charbon lorsque la rivière est guéable » et une barrière est posée, mais régulièrement cassée.
Au XVIIIe siècle encore, il n'y avait pas d'autre pont ; seuls les gués et en particulier celui des Verchères à Egarande permettaient de traverser le Gier lorsque ce dernier n'était pas en crue.
Enfin en 1825, alors que certains jours, il était emprunté par 2 000 voitures, la Commune décide de procéder à sa reconstruction.

#### Description
Il était en maçonnerie à quatre arches en plein cintre, les piles formaient des éperons triangulaires pour amortir la force du courant et au niveau de la chaussée, cela permettait aux personnes de se garer sur les avant et arrière becs qu'ils formaient car l'étroitesse du pont ne facilitait pas la circulation.
Il était long d'environ 50 mètres pour une largeur d'environ 3,5 mètres avec une chaussée de 2,6 mètres. 
Deux arches de la rive droite sont d'environ 9,8 mètres, les deux arches de la rive gauche sont d'environ 8,4 mètres. 

### Pont de 1826
Il sera reconstruit plus large et pour cela des immeubles sont acquis en 1824. L'adjudication a lieu le 30 septembre 1825 et les travaux commencent immédiatement.
Le 1er novembre, le vieux pont est interdit et les voituriers doivent passer par le pont Charles X (pont d'Egarande).
La pose de la 1re pierre ne se fait qu'un peu plus tard ; le 15 mars 1826, elle est insérée dans la culée droite, par le sous-préfet, en présence de M. Joseph Marie Fleurdelix aîné maire, et du Conseil Municipal. Dans cette même culée droite il a été scellé une petite boîte en plomb, contenant le procès-verbal ainsi que des pièces d'or et d'argent et des médailles du millésime de l'année.
Pour la construction, on emploiera les matériaux du pays : les carrières de grès du Mouillon exploitées à ce moment offrent les bancs les plus beaux faciles à tailler et moins chers que la pierre de Villebois ; les pavées pris dans les terrains aux bords du Gier, à 2 000 mètres de distance, « seront de nature de quartz de gneiss ou de granit et parmi les cailloux roulés les plus durs de ces espèces. Ils devront avoir de 8 à 20 centimètres d'épaisseur. »  
Réclamés dès 1832 et par manque de crédits, divers travaux ne seront réalisés qu'en 1863, : une balustrade en fer remplace les garde-fous en pierre, des trottoirs plus larges et en bitume sont aménagés, la chaussée est pavée et la pente du côté du quai Fleurdelix est diminuée.
Le 1er janvier 1937, il est appelé pont Lamartine. En 1935/1937 lors de la couverture du Gier et la création de la place de la Libération, ce pont a été respecté et se cache sous le béton, son arche centrale y est encore entière, ce qui peut poser problème pour la circulation souterraine du Gier.

#### Description
Ce pont est en maçonnerie et comprend trois arches, la quatrième dite arche du Moulin de la Pomme enjambe le bief et laisse à penser que l'on songeait déjà à la prolongation du canal : « si par la suite le canal est prolongé ce bief traversera les abords du pont. » Et en effet, c'est entre 1834 et 1838 que la culée massive de la rive gauche est percée pour le passage du canal et qu'une maison (l'actuelle pharmacie) est construite dessus. Cette arche est la seule encore visible. 
Il était d'une longueur de 32,1 mètres sur le Gier avec la 4e arche sur le bief et le canal. Les quatre arches avaient 9 mètres d'ouverture; 2 piles de 1,7 mètre au sommet et 2 mètres au niveau de l'étiage; 2 demi-piles contre la culée. Il avait une largeur totale de 10 mètres (chaussée de 6 mètres avec 2 trottoirs de 1,5 mètre et 2 parapets de 0,5 mètre. 
La hauteur sous la clé de voûte était d'environ 5,5 mètres

## Galerie

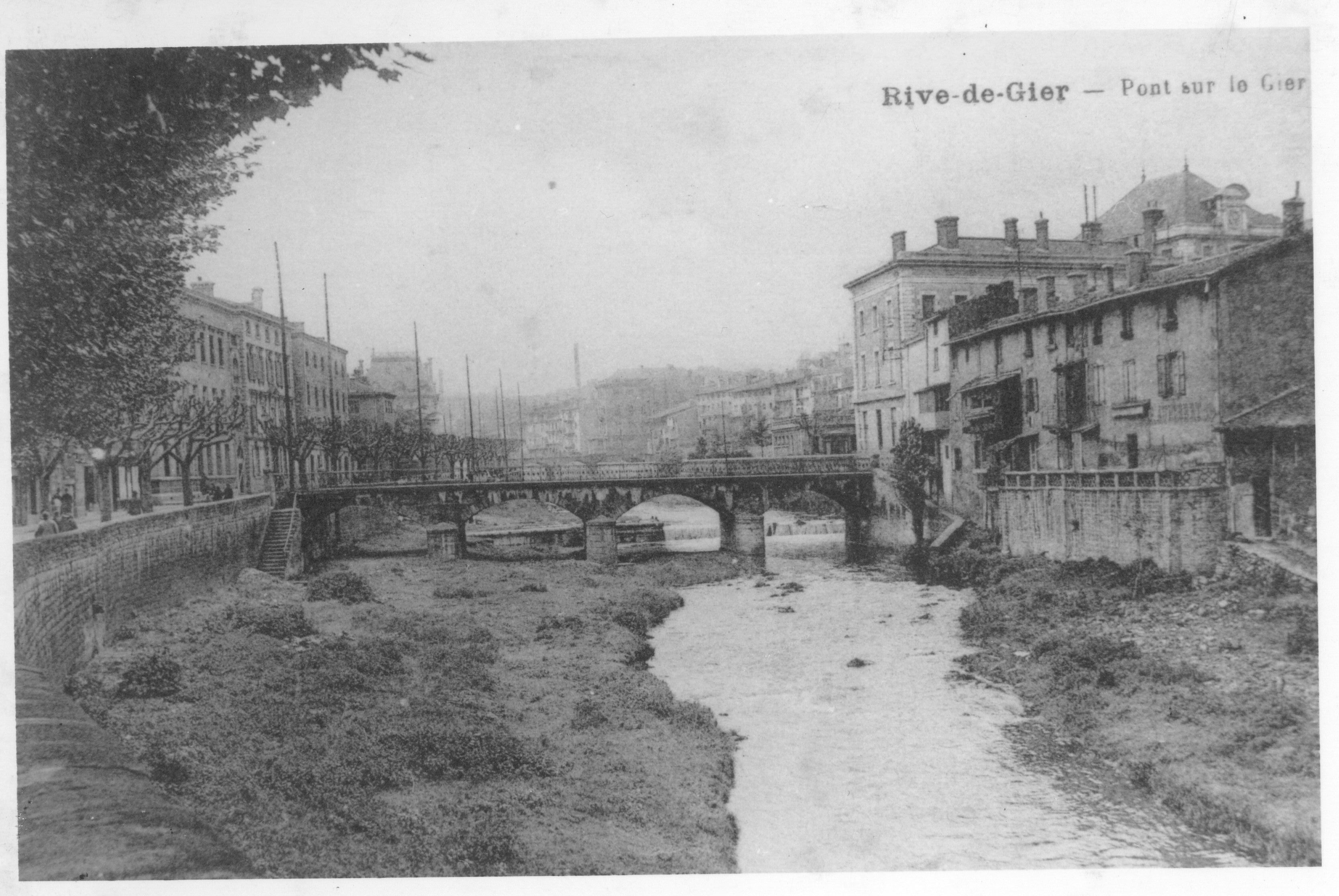
Pont Lamartine
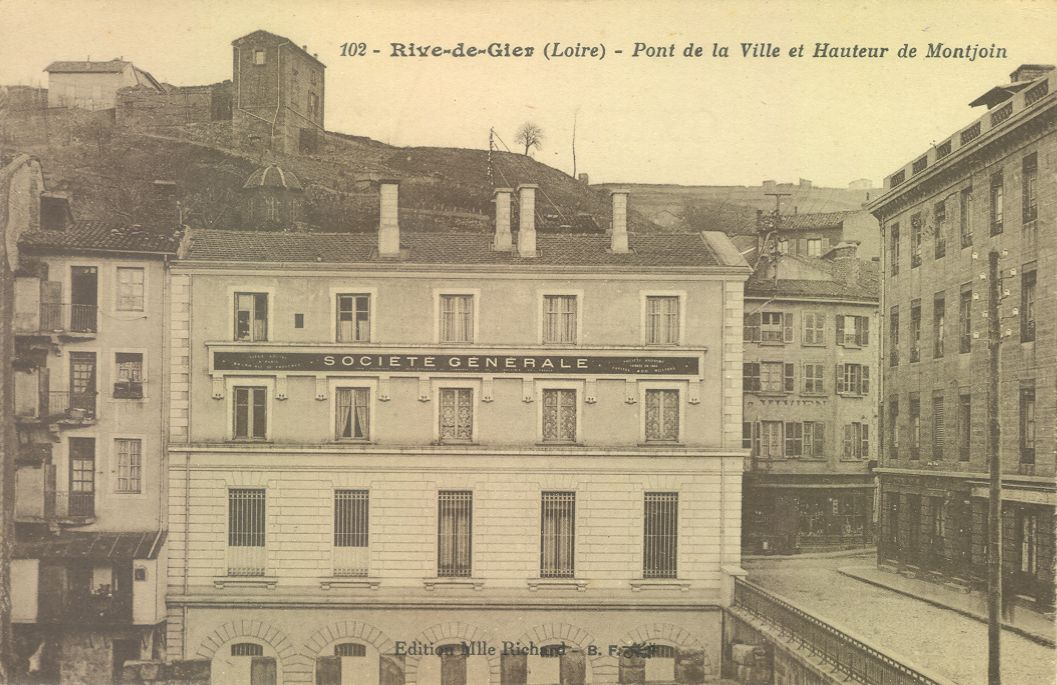
Vue rive droite pont Lamartine
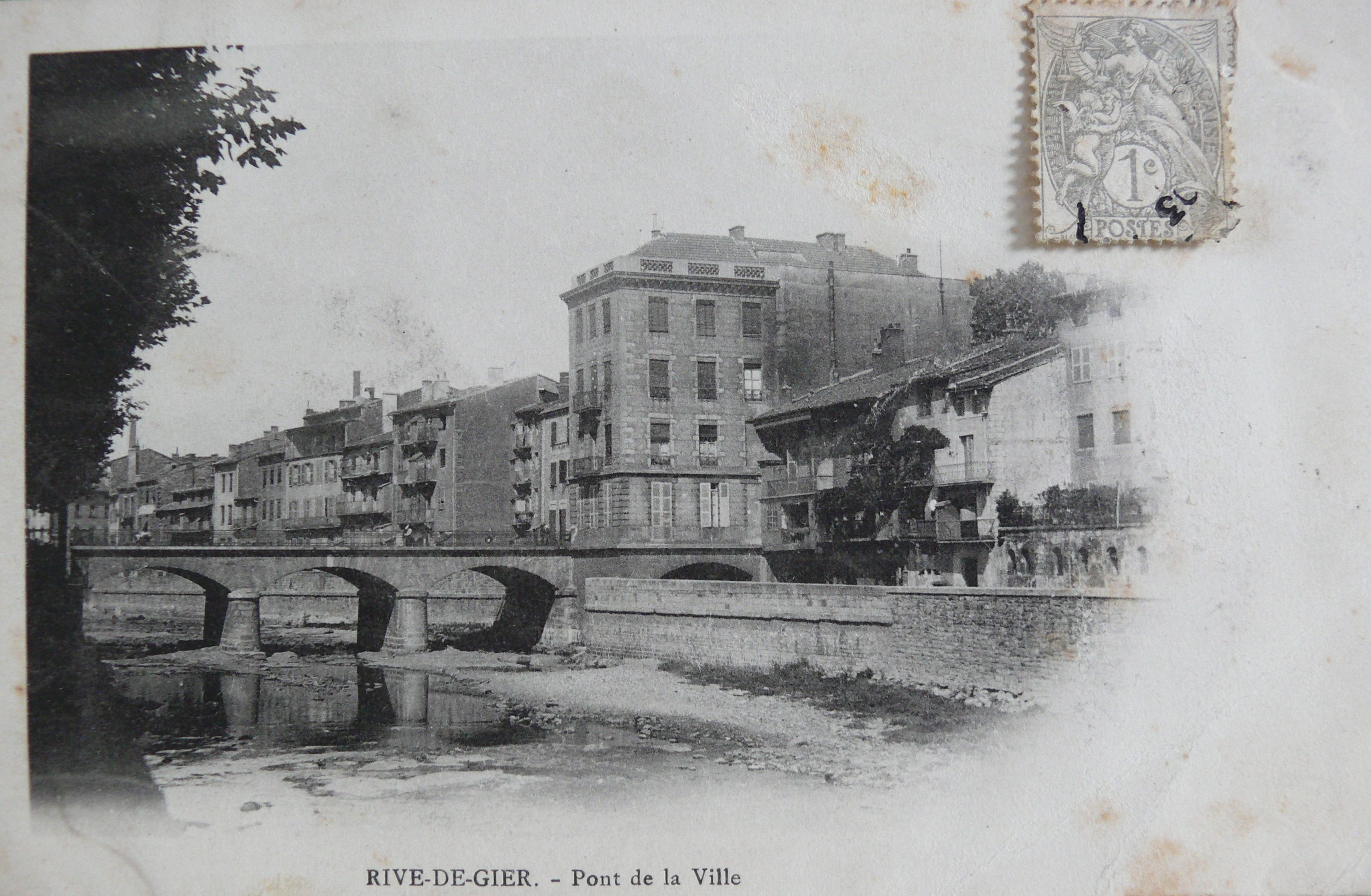
Pont Lamartine
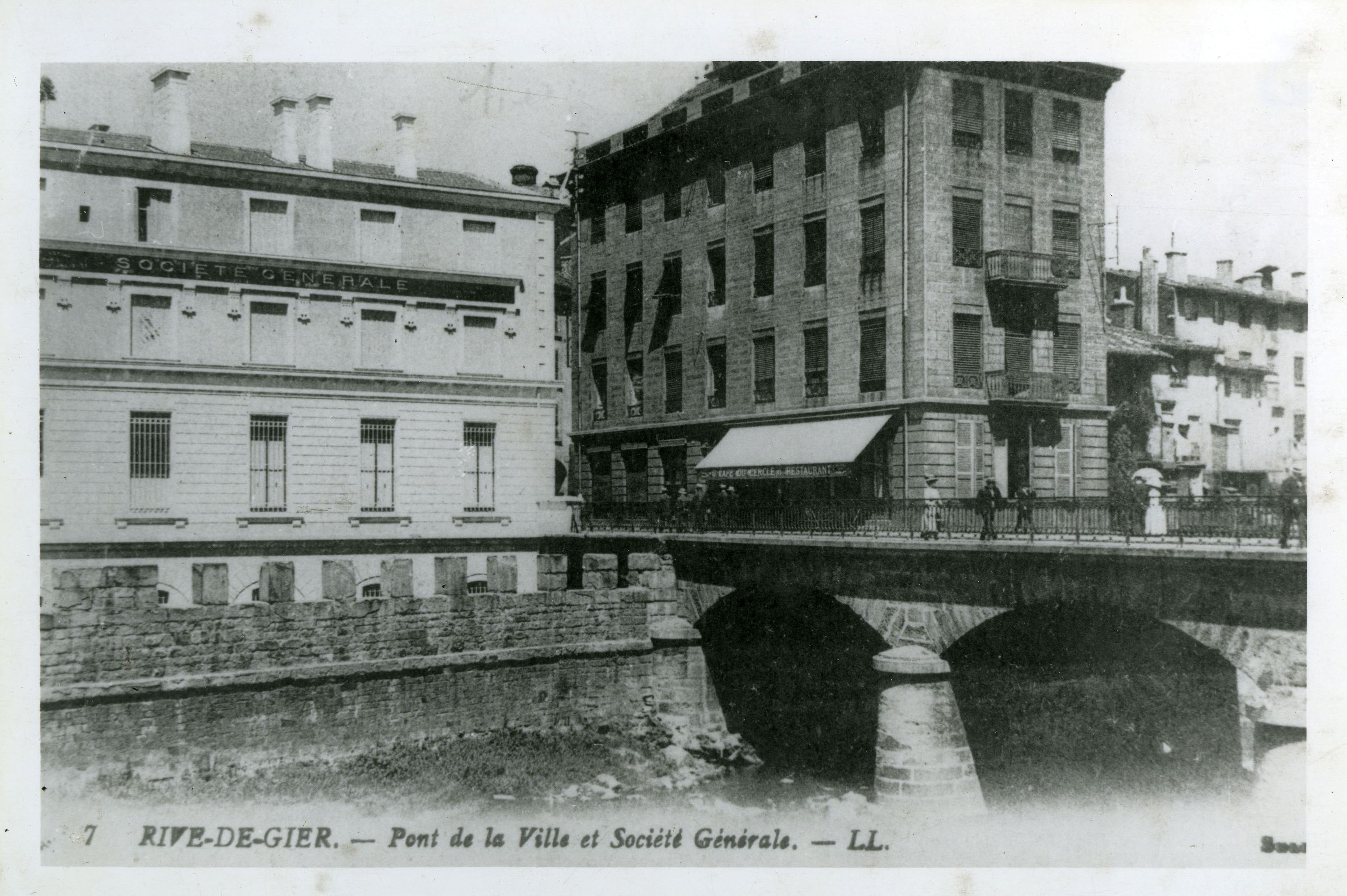
Pont Lamartine
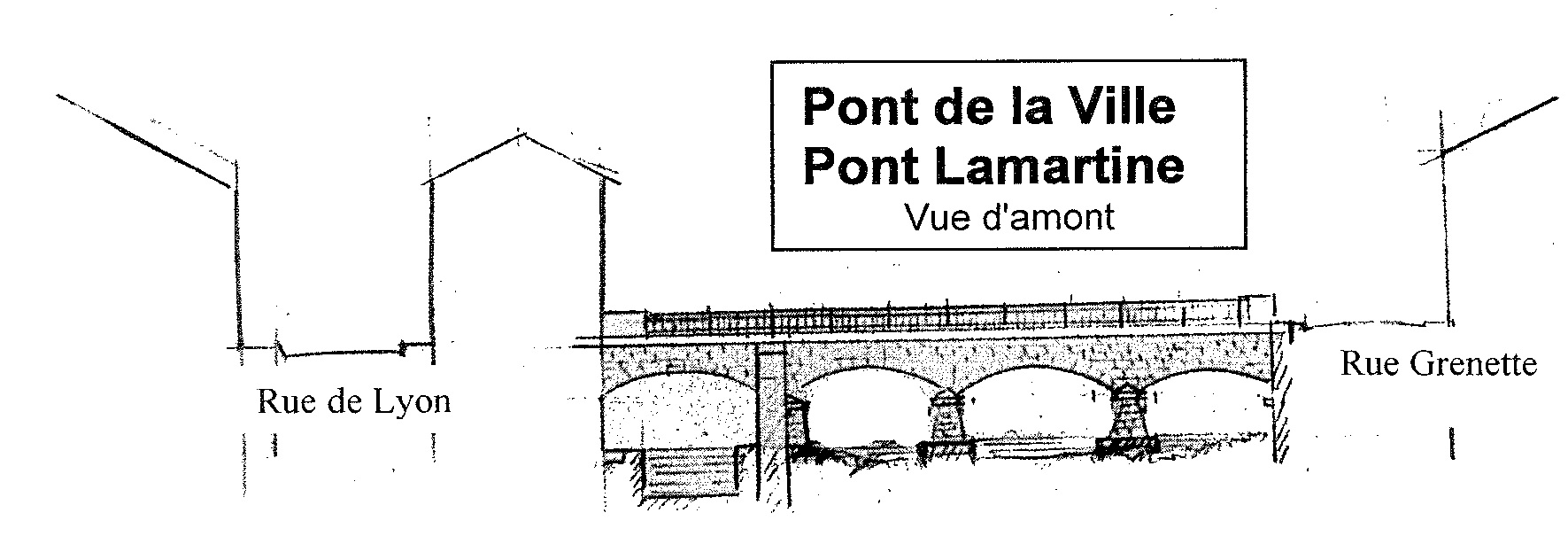
Croquis pont Lamartine de Jean Thonnérieux
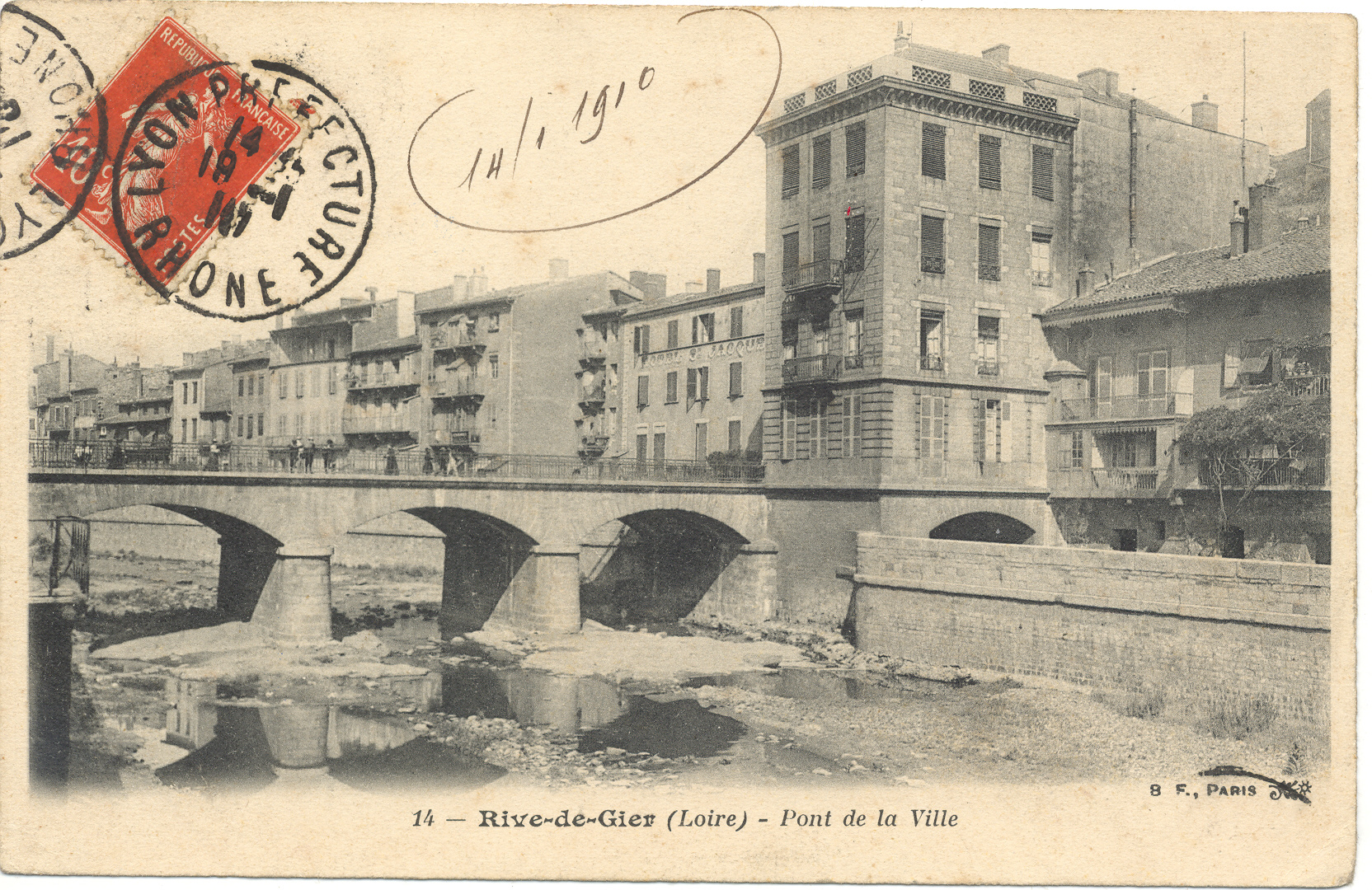
Vue pont Lamartine